# プリンプリン
プリンプリンは、フリーとして活動する日本のお笑いコンビ。1993年結成、2018年7月より漫才協会に入会。かつては田辺エージェンシー・三木プロダクションなどに所属していた。

## メンバー
- 田中 章（たなか あきら、1967年11月30日 -（57歳））
ボケ担当。
大阪府大阪市出身、大阪府立西成高等学校卒業。血液型A型。
NSC大阪校6期出身。吉本を退社後に現在のプリンプリンを組んだ。
実父は横山アウト（横山ノック・アウト）。
坂田利夫に風貌が似ている。
現在は俳優として単独でABP inc.に所属している。

- うな加藤（うなかとう、1968年6月21日 -（57歳））
ツッコミ担当。
福岡県北九州市出身、八幡大学付属高等学校（現九州国際大学付属高等学校）卒業。血液型AB型。趣味は野球と釣り。
スピーディーで軽快かつ的確なツッコミと、相方・田中の頭を叩いた際の音の良さは芸人の中でもトップクラス。一瀉千里の舌回しと声音は時代劇を彷彿とさせる。
芸名は昔、鰻屋で働いていたことが由来。

## 経歴
- 1993年結成。コンビ名は、田中と出会った当時のうな加藤の髪型がプリンのシロップが掛かったようなものだったのが由来。『タモリのボキャブラ天国』『とんねるずの生でダラダラいかせて!!』にレギュラー出演、時代劇や日本史を題材としたネタなどで人気を博した。
- ドタバタコントを芸風とする。現在はBOOMERとのユニットの『ブーマープリン』としても活躍。
- ブーマープリンとして新ネタを2か月に一つ作成している。
- 田中は舞台俳優として、うな加藤はショーパブなどにも出演している。
- 以前には田辺エージェンシーに所属していたが、フリーの活動を経てその後三木プロダクションに所属。2020年4月頃に所属事務所サイトのプロフィール欄が削除されたため、ほぼ同時期に事務所を退社したBOOMERと共に三木プロダクションを離れたものと思われる。
- 2018年7月に漫才協会へ入会、同年8月の浅草東洋館上席より出演[1]。

## 受賞歴
- 今宮えびす新人漫才コンクール（1994）- 新人漫才奨励賞
- 渋谷発・お笑い宇宙計画（1994年）- お笑い宇宙計画大賞
- NHK新人演芸大賞（1994年）- 大賞

## 出演

### テレビ
レギュラー
- SWITCH LAUGHING（フジテレビ、1994年4月2日 - 9月7日）
- あいうえお（NHK教育、1995年 - 1996年）
- UN FACTORY カボスケ（フジテレビ、1995年4月 - 9月）
- 志村けんのオレがナニしたのヨ?（フジテレビ、1995年10月16日 - 1996年3月11日）
- タモリのボキャブラ天国（フジテレビ、1995年12月27日 - 1999年9月26日） - キャッチコピーは『ドタバタソルジャー』
- 前略ヒロミ様（フジテレビ、1996年4月 - 9月）
- 今田・東野のCMコウジ園（日本テレビ、1996年4月2日 - 1997年3月）
- 今田・東野の爆走!ポンチーズ（テレビ朝日、1996年4月3日 - 1997年3月26日）
- ドキドキ世界大冒険（テレビ朝日、1999年4月 - 9月）
- 笑っていいとも!（フジテレビ、1999年10月 - 2002年3月） - 火曜レギュラー
- 笑っていいとも!増刊号（フジテレビ、1999年10月 - 2002年3月）

不定期出演
- とんねるずの生でダラダラいかせて!!（日本テレビ）
- エンタの神様（日本テレビ） - キャッチコピーは『お笑い界の隠し味』
- 笑点（日本テレビ） - BOOMERとのユニット『ブーマープリン』での出演もあり。
- とんねるずのみなさんのおかげでした（フジテレビ）
- ブレイクもの!（フジテレビ）
- タモリ倶楽部（テレビ朝日）
- 内村プロデュース（テレビ朝日）
- 爆笑問題のシンパイ賞!!（テレビ朝日）
- GAHAHAキング 爆笑王決定戦（テレビ朝日）
- 夢対決!とんねるずのスポーツ王は俺だ!スペシャル（テレビ朝日）
- アリケン（テレビ東京）
- しゃべくり007 (日本テレビ) ※うなのみ
- 所さんの世田谷ベース（BSフジ） ※田中のみ

### テレビドラマ
- 裸の大将 第80話「清と三姉妹の宝探し」（1996年7月28日、フジテレビ） - 空き巣泥棒（田中・うな）
- 世にも奇妙な物語（フジテレビ）
  - 世にも奇妙な物語 秋の特別編『マニュアル警察』（1999年9月27日） - 捜査員 役（田中・うな）
  - 世にも奇妙な物語 春の特別編『銃男』（2000年3月27日） - 組員 役（田中・うな）
  - 世にも奇妙な物語 秋の特別編『断定男』（2000年10月4日） - 警官 役（田中・うな）
- 大好き!五つ子3（2001年7月23日 - 8月31日、TBS） - 山田力 役（田中）
  - 大好き!五つ子4（2002年7月22日 - 8月30日）
- ゴールデンボウル 第1話（2002年4月20日、日本テレビ） - パワーボウラー 役（うな）
- 牙狼-GARO- 第3話（2005年10月21日、テレビ東京） - 寺島 役（田中）、平澤 役（うな）
- おんな城主 直虎（2017年1月8日・15日・29日、NHK総合） - 山伏 役（田中）
- 警視庁捜査一課9係 season12 第7話（2017年5月24日、テレビ朝日） - 靴屋店長 役（田中）
- 相棒 season16 第15話（2018年2月7日、テレビ朝日） - 不動産店の主 役（田中）
- スパイラル 〜町工場の奇跡〜 第3話（2019年4月29日、テレビ東京） - 融資担当 役（田中）
- スカーレット（2019年11月6日 - 2019年12月20日・2020年2月26日・27日、NHK総合） - 加山 役（田中）
- 孤独のグルメ Season8 第8話（2019年11月23日、テレビ東京） - 常連客 役（田中）
- 新・ミナミの帝王 第20作「銀次郎の愛した味を守れ!」（2021年3月23日、関西テレビ） - おでんや 三宅 役（田中）
- 死神さん 最終話（2021年10月22日、Hulu） - 幹部 役（田中）
- 若草物語-恋する姉妹と恋せぬ私- 第7話（2024年11月24日、日本テレビ）  - 旅館の主人（田中）

### アニメ
- 青の祓魔師（2011年4月7日・24日・5月1日） - 丸太 役（田中）
- よんでますよ、アザゼルさん。Z（2013年5月26日） - ハジメ 役（田中）、シンイチ 役（うな）

### 映画
- 33 1/3 r.p.m（1996年9月21日、ゼアリズ） - 滝沢 役（田中）
- ナニワ金融道 灰原勝負!起死回生のおとしまえ!!（2005年7月2日、アートポート）
- 寝ずの番（2006年4月8日、角川ヘラルド映画） - 橋七 役（田中）
- 次郎長三国志（2008年9月20日、角川映画） - 小岩 役（田中）
- 旭山動物園物語 ペンギンが空をとぶ （2009年2月7日、角川映画） - カップルの客 役（田中）
- 陽光桜 -YOKO THE CHERRY BLOSSOM-（2015年11月21日、GRAND KAFE PICTURES）（田中）
- 翔んで埼玉（2019年2月22日、東映）（田中）
- 漫才協会 THE MOVIE 舞台の上の懲りない面々（2024年3月1日、KADOKAWA/ミックスゾーン/中京テレビ放送/ミラクルヴォイス[2]）

### 舞台
- 木梨憲武LIVE（2004年、2005年、2006年） ※田中のみ
- 伊勢一座（2006年、2009年、2010年） ※うなのみ
- お〜い!竜馬 青春篇（2006年） ※田中のみ
- SEMIKO（2008年） ※田中のみ
- Which ロミオとジュリエット?（2008年） ※田中のみ
- お〜い!竜馬 青春篇 ザ・ファイナル（2008年） ※田中のみ
- BUTTERFLY INTO THE BUS（2009年） ※田中のみ
- かみひとえ（2009年） ※田中のみ
- TIBET MONKEY（2009年） ※田中のみ
- 小田原シンドバット（2010年）
- 煎餅（2010年） ※田中のみ
- いい日、リストラ（2010年） ※田中のみ
- お〜い!竜馬 青春篇 ザ・ラスト（2010年） ※田中のみ
- いい日、さよなら（2011年）※田中のみ
- がんぜない瞳の殺人者（2012年） ※田中のみ
- 哀と愛と藍と（2013年） ※田中のみ
- いい日、エールを。（2013年） ※田中のみ
- 青い月の夜（2013年） ※田中のみ
- カタルシス（2014年） ※田中のみ
- カルセオラリア（2014年） ※田中のみ
- いい日、お遊戯。（2014年） ※田中のみ
- どーしんぼの浜（2014年） ※田中のみ
- 猫忠臣蔵（2015年） ※田中のみ
- 愚者よ（2015年） ※田中のみ
- いい日、アイカタ。（2015年） ※田中のみ
- 花嫁道中（2015年） ※田中のみ
- 明るいお葬式（2016年） ※田中のみ
- エレメンタルホスピタル（2016年） ※田中のみ
- あの日、リストラ。1999～夏…（2016年） ※田中のみ
- 父娘旅情（2017年） ※田中のみ
- ミニチュア!!フリーペーパーのナイス街（2017年） ※田中のみ
- BASED ON A TRUE STORY（2017年） ※田中のみ
- 仁義ある宴会（2017年） ※田中のみ
- ファインドハント2（2017年） ※田中のみ
- 怪しの雨（2018年） ※田中のみ
- 明るいお葬式 〜るんるんは2度死ぬ〜（2018年） ※田中のみ
- 六道追分（2019年） ※田中のみ
- Farce 道化師（2019年） ※田中のみ
- ハッピーマーケット!!（2019年） ※田中のみ
- 刃牙 THE GRAPPLER STAGE -地下闘技場編-（2024年） ※田中のみ[3]

### CM
- カビキラー（1994年、ジョンソン）
- フルーチェ（1995年、ハウス食品）
- オートバックス（1995年）
- スターフォックス（1997年、任天堂）
- こどもチャレンジ・ぷち（1997年、ベネッセ）
- シルキーポーク四元豚 とんかつ編（2017年、四元豚シルキーポーク） ※田中のみ